# Pawłowice (Pińczów)
Pour les articles homonymes, voir Pawłowice.
Pawłowice est une localité polonaise de la gmina de Michałów, située dans le powiat de Pińczów en voïvodie de Sainte-Croix.